# 加西市コミュニティバス
加西市コミュニティバス（かさいしコミュニティバス）は、兵庫県加西市が運行するコミュニティバスである。神姫バス（姫路営業所北条出張所）に運行を委託している。愛称は「KASAIねっぴ〜号」。
なお本項では、加西市公共交通活性化協議会が運営するはっぴーバスについても記述する。

## KASAIねっぴ〜号

### 概要
1997年度（平成9年度）より運行開始。市内の鉄道駅や一般路線バスから離れた公共交通空白地域を運行し、それらの地域と市街地中心部や市立加西病院などを結んでいる。
2012年11月までは神姫バスカラーの車両を使用していたが、以降は専用ラッピング車両となり、「KASAIねっぴ～号」の愛称が付された。新ラッピングデザインは、市が準備した3つのデザイン案から、市内の小学校3年生から6年生の児童により選定された。決定したラッピングデザインは、市の特産品であるブドウをイメージした紫色基調のカラーリングに、加西市のキャラクター「ねっぴ～」と、市内の観光地や特産品を描いたものである。コミュニティバスの専用バス停留所（神姫バスとの共用停留所を含む）にも「ねっぴ～」が描かれている。
専用のバスロケーションシステムとして「KASAIねっぴ～号 バス接近情報サービス #らっきゃ」が用意されており、バス停留所のQRコードをスマートフォンで読み取ったり、専用ウェブサイトにアクセスすることで、バスの接近情報を見ることができる。

### 運賃・乗車券類
2024年4月現在の運賃制度は以下のとおり。
- 運賃は対キロ多区間制、後払い。
- 大人運賃（中学生以上）は初乗り運賃は190円、最大550円（最長の国正線を起終点まで乗り通した場合）。小人運賃は半額（10円未満端数切り上げ）。

#### 無料乗車券
公共交通利用促進のため、市が無料乗車券を発行している。内容は以下のとおり。
- 紙式の「無料乗車券」で、市内在住の以下の対象者が利用できる。青と赤の2種類がある。
- 市内のバス路線（KASAIねっぴ～号、はっぴーバス、神姫バス一般路線）で利用できる。ただし神姫バス一般路線は市内での乗降に限り利用できる。
- 10枚綴りで、あらかじめ切り取って乗降停留所を乗客が記入しておき、降車時に整理券と一緒に運賃箱に入れる。
  - 無料乗車券（青）：中学生は生徒手帳、75歳以上の高齢者は後期高齢者医療保険証、精神障害者は精神障害者保健福祉手帳、妊婦は母子手帳の提示で運賃無料になる。乳幼児同伴の保護者は証明書の提示は不要。
  - 無料乗車券（赤）：身体障害者は身体障害者手帳、知的障害者は療育手帳、運転免許証返納者は運転経歴証明書の提示で運賃無料になる。小学生以下の小児は証明書の提示は不要。

### 路線
2024年4月現在。
市街地線
- 中富 - 鴨谷 - 古坂 - 健康福祉会館 - 加西病院 - 市役所前 - イオンモール加西北条 - JA北条富田 - 高速北条バス停前

国正線
- 東国正 - 宇仁小学校前 - 多加野農協前 - 野上 - 別府 - 玉野 - 健康福祉会館 - 加西病院 - 市役所前 - イオンモール加西北条

九会線
- soraかさい - 加西中学校前 - フラワーセンター南門前 - 北条高校前 - 播磨農高前 - とこなべ工業団地 - 丸山バイパス - 加西病院 - 健康福祉会館 - 市役所前 - イオンモール加西北条

フラワーセンター線
- フラワーセンター南門前 - 北条高校前 - 播磨農高前 - とこなべ工業団地 - 丸山バイパス - イオンモール加西北条
- 平日のみ運行。
- 九会線の区間便のような路線であるが、市立加西病院・健康福祉会館・加西市役所は経由しない。

soraかさい線
- soraかさい - フラワーセンター南門前 - 北条営業所 - 玉丘史跡公園前 - 市役所前 - イオンモール加西北条
- 土休日のみ運行。

## はっぴーバス
加西市公共交通活性化協議会が運営し、運行計画の策定や回数券の販売などの実務は市内のNPO法人「原始人の会」が担当し、バスの運行は加西親栄自動車有限会社に委託している。
万願寺線、芥田線、根日女の湯線、若井線の4路線があり、市街地から離れた山間部から「KASAIねっぴ～号」市街線および、神姫バスの一般路線「八千代 - 北条線」に接続するフィーダー路線の役割を果たしている。2016年（平成28年）9月1日より、万願寺線、芥田線、若井線にフリー降車区間を導入した。
運賃は均一制で、大人250円、小学生100円、未就学児は無料。市の発行する「無料乗車券」も利用できる。
車両は、加西親栄自動車が保有するトヨタ・ハイエースを使用する。車両デザインは「KASAIねっぴ～号」とは異なり、白い車体に橙色・水色・黄色の3色ラインが入り、車体側面に橙色の文字で「はっぴーバス」と書かれている。